# هری سوینی
هری سوینی (انگلیسی: Harry Swinney؛ زاده ۱۰ آوریل ۱۹۳۹) یک فیزیک‌دان اهل ایالات متحده آمریکا است. او در سال ۱۹۹۵ برنده جایزه دینامیک سیالات و هم‌چنین در سال ۲۰۱۳ برنده مدال بولتزمن شد.